# Скуф

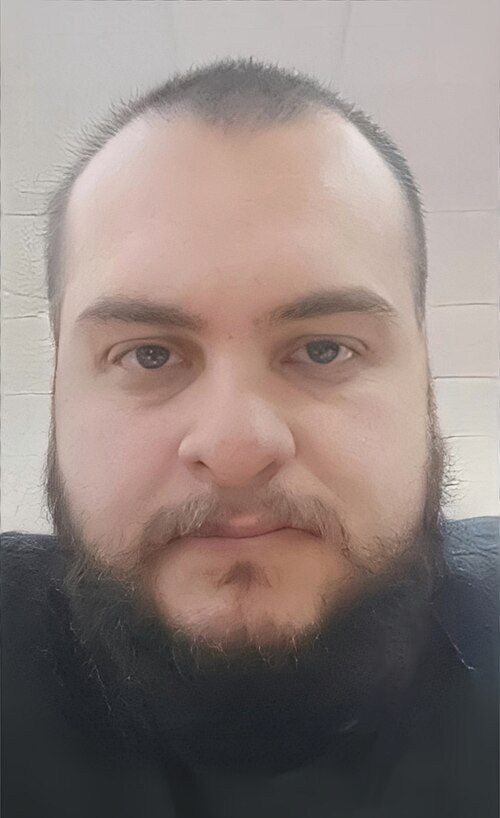
Пример «скуфа»

Скуф, также скуфидо́н — интернет-мем в русскоязычном сегменте, который приобрёл популярность в 2020-х годах. Термин «скуф» означает мужчин в возрасте за 35 лет, которые выглядят не очень опрятно, работают на низкооплачиваемой и бесперспективной работе, а свободное время проводят, попивая пиво, смотря телевизор или играя в компьютерные игры. Как правило, под «скуфами» имеются в виду люди с лишним весом и отёками, залысинами, неухоженной щетиной, в неопрятной одежде, которые выглядят куда старше своих лет.

## История
Лицом мемного понятия стал пользователь имиджборда «Двач» и, как утверждается в сети, модератор раздела о политике Алексей Скуфьин. Россиянин довольно активно высказывался на портале о политике и в 2018 году вступил в конфликт с другим пользователем, предположительно с Украины. Желая поставить оппонента на место, Скуфьин записал для него видеообращение, в котором призвал прекратить инсинуации и покинуть тред. При этом Скуфьин никак не скрывал свою внешность в ролике, когда спустя какое-то время ролик со Скуфьиным стал популярен на форуме. Пользователи обнародовали личные данные Скуфьина, включая его адрес и информацию о семье, фотографии его близких, и активно высмеивали его.
Считается, что впоследствии подвергшегося травле и троллингу россиянина забанили на «Дваче». Его фамилия стала нарицательной среди пользователей имиджборда, а его сторонников, или любого, похожего на Скуфьина внешностью или взглядами, начали называть «скуфами».
Мем возродился в 2023 году благодаря публикациям в Instagram и других социальных сетях. Типичный сюжет коротких роликов (Reels) — зарисовки из жизни «скуфов», в которых главный герой играет в игры, пьёт пиво или обсуждает политические темы. В том же году Алексей Скуфьин, став популярным на просторах интернета, дал часовое интервью на YouTube-канале Xikkasgrandma.
В 2024 году термин вошёл в разговорную речь подростков.

### В видеоиграх
Персонаж-представитель этого мема, озвученный Пророком Санбоем, стал главным героем российской визуальной новеллы «Альтушка для скуфа».

## Мемы
Распространение слова привело к созданию шуточного контента и мемов на эти темы. Среди известных персонажей к скуфам относили героев Дмитрия Брекоткина из «Уральских пельменей» и Сергея Белякова из «Наша Russia» в исполнении Сергея Светлакова. По внешним признакам в скуфов записали множество известных людей, в том числе актёра Леонардо Ди Каприо, бизнесмена Илона Маска, стримера Илью Мэддисона, блогера Юрия Хованского и первого президента России Бориса Ельцина.
Понятие превратилось в полноценный мем и обросло производными словами: соскуфиться, скуфиня, скуфизация.
Любимыми играми скуфов называют World of Tanks, World of Warcraft и Dota. Считается, что их привлекают многопользовательские ролевые онлайн-игры.

## Влияние в обществе
Слово скуф вышло в тройку лидеров слов 2024 года по версии «Грамоты.ру». Свыше 400 экспертов-филологов из разных городов РФ оценивали список, 229 из них отдали голос за «скуф».
Депутат Госдумы Виталий Милонов в беседе с радиостанцией заявил, что «среди молодых россиянок стало модно выбирать для отношений скуфов». Председатель комитета Госдумы по молодёжной политике Александр Толмачёв считает, что «скуфов критикуют не за внешний вид, а за отсутствие стремлений».
В декабре 2024 года стало известно о съëмках комедийного фильма «Скуф», режиссёром фильма стал Даниил Воробьёв. Премьера запланирована на конец 2025 года. В качестве главной роли скуфа был выбран украинский блогер Александр Зубарев, участие в съёмках также примут Валя Карнавал и  Владислав Прохоров.

## Аналоги
В английском языке есть сленговый термин «dad bod», означающий форму тела, встречающуюся у мужчин среднего возраста, а именно — пивной живот, который является одним из непосредственных атрибутов скуфов.